# Zbór Kościoła Chrześcijan Baptystów w Bydgoszczy
Uzasadnienie:  oba artykuły dotyczą jednej wspólnoty
Zbór Kościoła Chrześcijan Baptystów w Bydgoszczy – zbór baptystyczny działający w Bydgoszczy, jeden z bydgoskich ewangelicznych kościołów protestanckich. Należy do okręgu gdańskiego Kościoła Chrześcijan Baptystów w RP.

## Historia
Pierwsi baptyści w Bydgoszczy pojawili się w XIX wieku. Były to głównie osoby narodowości niemieckiej. W 1883 r. na terenie Śródmieścia, przy ul. Pomorskiej wnieśli okazałą świątynię, która od 1946 r. jest użytkowana przez miejscową parafię Kościoła Ewangelicko-Metodystycznego.
Polski Kościół Chrześcijan Baptystów utworzony został w Bydgoszczy na przełomie lat 50. i 60. XX wieku. Początkowo członkowie tego kościoła korzystali gościnnie z obiektu adwentystów przy ul. Lipowej, a następnie mieli swą kaplicę w nieistniejącym już obiekcie przy ul. Śniadeckich, obok obecnego kościoła polskokatolickiego. W 1981 r. władze wojewódzkie przydzieliły kościołowi mieszkanie przy ul. 24 Stycznia 27, które zaadaptowano dla potrzeb zboru. Później zbór zakupił budynek przy ulicy Gajowej 32, gdzie spotykał się do grudnia 2002 roku. W tym okresie pastorami byli Leon Janiuk i Jacek Brzechczyn.
Od 2000 roku baptyści spotykali się w dwóch wspólnotach: 
1. zborze w Bydgoszczy przy ul. Gajowej 32 (gdzie pastorem był Jacek Brzechczyn),
2. placówce zboru w Toruniu (gdzie funkcję pastora pełnił Adam Kościuszko).

Zbór przy ul. Gajowej istniał do grudnia 2002 roku i do końca funkcję pastora pełnił tam Jacek Brzechczyn. Bydgoska placówka zboru w Toruniu działała nadal, a spotkania odbywały się w wynajmowanej salce w Pałacu Młodzieży, później w kamienicy przy ul. Chwytowo. W 2004 roku wspólnota uzyskała niezależność i odtąd działała jako zbór, a nie placówka. W 2004 roku kamienica na ul. Chwytowo spłonęła, a wspólnota przeniosła się na ul. Czartoryskiego 12. W tym samym roku nastąpił podział wspólnoty na misję charytatywną "Betezda", która zajęła się pomocą ubogim i bezdomnym (Betezda zaczęła działalność poza ramami Kościoła Baptystów), natomiast Baptyści przenieśli się na ul. Sienkiewicza 8 - na parter kamienicy, który został zaadaptowany na kaplicę. Od listopada 2010 roku spotykają się w sali przy kinie Adria (ul. Toruńska).